# 영등포구 병
영등포구 병은 대한민국의 옛 국회의원 선거구이다. 당시 서울특별시 영등포구의 일부 지역을 관할했다.

## 역사
제8대 국회의원 선거를 앞두고 영등포구 을 선거구가 영등포구 병, 정으로 분구되면서 신설되었다.
제9대 국회의원 선거를 앞두고 영등포구 병, 영등포구 정 선거구가 다시 합구되어 영등포구 을 선거구를 이루면서 폐지되었다.

## 역대 국회의원
| 선거   | 정당 | 정당   | 의원   |
| ------ | ---- | ------ | ------ |
| 1971년 |      | 신민당 | 박한상 |

## 역대 선거 결과

### 대한민국 제8대 국회의원 선거
|  | 58.55% |

|  | 40.80% |

|  | 0.34% |

|  | 0.29% |